# Je so' pazzo (film)
Je so' pazzo  è un film documentario del 2018 diretto da Andrea Canova. Il film presenta uno spaccato di vita sociale del rione Materdei di Napoli, quartiere sviluppato intorno al Monastero di Sant'Eframo Nuovo del XVII secolo divenuto dal 1925 l'Ospedale Psichiatrico Giudiziario di Sant'Eframo.

## Storia
La storia dell'Ospedale Psichiatrico Giudiziario di Sant'Eframo, un immenso carcere ricavato dentro le mura di un monastero del XVII secolo, era stato chiuso nel 2008 perché inagibile. Dopo sette anni di abbandono istituzionale, nel 2015, un gruppo composto da una sessantina di ragazzi aveva occupato la struttura e vi si erano stabiliti per svolgere attività sociali e di volontariato. Il nome del collettivo era stato ispirato dal titolo dell'omonima canzone di Pino Daniele. Ne vengono mostrate le celle e le scritte sulle pareti di coloro che lì hanno vissuto.

## Produzione
Il film è stato realizzato con il sistema del crowdfunding (a cura di produzionidalbasso) sia per sostenere le spese di produzione che per la fase di distribuzione nei festival nazionali ed internazionali.

## Distribuzione
Il film era stato proiettato la prima volta in anteprima nazionale a Napoli l'8 settembre 2017, all'Ex O.P.G. Je so’ Pazzo Sant'Eframo, nell’ambito della seconda edizione di Je so' Pazzo Festival 2017. Potere al Popolo!

## Accoglienza

### Riconoscimenti
Nel 2018 il film ha vinto lo Spiraglio Film Festival della Salute Mentale (Premio J. Garcia Badaracco Fondazione Maria Elisa Mitre per il miglior lungometraggio) e, sempre nello stesso anno, l'Ischia Film Festival (Premio BPER Migliore Film Scenari Campani)

### Altre partecipazioni a festival
- Napoli Film Festival
- eVisioni – Il carcere raccontato in pellicola, collage e graffiti
- Premio Cinematografico “Fausto Rossano per il Pieno Diritto alla Salute”
- AstraDoc

### Critica
Angela Ganci, di State of Mind, ha scritto che il documentario "offre uno sguardo sulla realtà del manicomio criminale. Le immagini ci guidano nella storia di un ex detenuto all'interno dell'Ex Ospedale Psichiatrico Giudiziario di Sant'Eframo, che oggi si ripropone con nuove vesti come Centro Sociale per la comunità", aggiungendo che "il regista mette in evidenza l'alternativa all’immobilismo del passato con l’innovazione e le attività del presente".